# Texas World Speedway
Der Texas World Speedway war eine Ovalstrecke in College Station, Texas. Sie ist zwei Meilen lang und wird oft als Zwillingsstrecke des Michigan International Speedway genannt, da sie die identische Form und Länge besitzt und im gleichen Zeitraum errichtet worden ist. Im Gegensatz zum Michigan Speedway ist der Texas World Speedway aber seit den 1980er Jahren nicht mehr Teil einer großen Rennserie wie der NASCAR oder der IndyCar Series. Der Grund dafür war eine zunehmende Vernachlässigung des Streckenzustandes.
Seit 2006 wird dieser Superspeedway zunehmend wichtiger als Teststrecke, da die NASCAR-Regularien während der Saison Testfahrten auf Rennstrecken verbieten, die Teil des aktuellen Saison-Kalenders sind. Im Januar 2009 wurde während einer solchen Testfahrt von Greg Biffle der aktuell gültige Streckenrekord mit einem Rundendurchschnitt von 218 mph (351 km/h) aufgestellt.
Im Jahr 2015 stellte die Strecke ihren Betrieb als Teststrecke ein und der Abriss der Strecke war für Anfang 2016 geplant. Es sollen an ihrer Stelle neue Häuser entstehen. Stand 2024 ist nur noch ein kleiner Teil des Asphalts auf Satellitenbildern erkennbar. Die gesamte Fläche ist großteils noch unbenutzt, ein neues Wohngebiet existiert aber bereits. Eine Straße mit ihren anliegenden Wohnhäusern führt nun teilweise durch die ehemalige Rennstrecke.

## Rennergebnisse

### USAC Sieger
| Saison | Sieger            | Wagen    | Motor       | Team                        |
| ------ | ----------------- | -------- | ----------- | --------------------------- |
| 1973   | Al Unser          | Parnelli | Offenhauser | Vel’s Parnelli Jones Racing |
| 1974   | Gary Bettenhausen | McLaren  | Offenhauser | Penske Racing               |
| 1976   | A. J. Foyt        | Coyote   | Foyt        | A. J. Foyt Enterprises      |
| 1976   | Johnny Rutherford | McLaren  | Offenhauser | Bruce McLaren Motor Racing  |
| 1977   | Tom Sneva         | McLaren  | Cosworth    | Penske Racing               |
| 1977   | Johnny Rutherford | McLaren  | Cosworth    | Bruce McLaren Motor Racing  |
| 1978   | Danny Ongais      | Parnelli | Cosworth    | Interscope Racing           |
| 1978   | A. J. Foyt        | Coyote   | Foyt        | A. J. Foyt Enterprises      |
| 1979   | A. J. Foyt        | Coyote   | Foyt        | A. J. Foyt Enterprises      |
| 1979   | A. J. Foyt        | Parnelli | Cosworth    | A. J. Foyt Enterprises      |

### NASCAR Sieger
| Saison             | Sieger          | Hersteller |
| ------------------ | --------------- | ---------- |
| 1969 Texas 500     | Bobby Isaac     | Dodge      |
| 1971 Texas 500     | Richard Petty   | Plymouth   |
| 1972 Texas 500     | Richard Petty   | Dodge      |
| 1972 Lone Star 500 | Buddy Baker     | Dodge      |
| 1973 Alamo 500     | Richard Petty   | Dodge      |
| 1979 Texas 400     | Darrell Waltrip | Chevrolet  |
| 1980 Budweiser 400 | Cale Yarborough | Chevrolet  |
| 1981 Budweiser 400 | Benny Parsons   | Ford       |

### USAC Stock Cars
- 1973 (7. April) Gordon Johncock
- 1973 (6. Oktober) Roger McCluskey
- 1976 (6. Juni) A. J. Foyt
- 1976 (1. August) A. J. Foyt
- 1976 (31. Oktober) Bobby Allison
- 1977 (5. Juni)  TX Bay Darnell
- 1978 (12. März) A. J. Foyt
- 1978 (4. Juni) Gary Bowsher
- 1978 (12. November) A. J. Foyt
- 1979 (11. März) A. J. Foyt
- 1979 (11. November) Bobby Allison
- 1980 (9. März) Terry Ryan

### SCCA CanAm Sieger
| Saison | Sieger        | Wagen       | Motor     |
| ------ | ------------- | ----------- | --------- |
| 1969   | Bruce McLaren | McLaren M8B | Chevrolet |

### IMSA World SportsCar Championship Sieger
| Saison | Sieger                 | Wagen                | Motor                |
| ------ | ---------------------- | -------------------- | -------------------- |
| 1995   | Wayne Taylor           | Ferrari 333SP        | Ferrari              |
| 1996   | Wayne Taylor, Jim Pace | Riley & Scott Mk III | Oldsmobile Aurora V8 |